# Baffel
Baffel (engelska: baffle, ”lura”, ”bedra”) är en skärm eller vägg som leder gas, vätska eller ljud i någon riktning. De används bland annat i högtalare för att exempelvis återge bastoner bättre samt i hålrum för att rikta flöden och skapa eller minska turbulens.